# TEX47
TEX47 (англ. Testis expressed 47) – білок, який кодується однойменним геном, розташованим у людей на 7-й хромосомі. Довжина поліпептидного ланцюга білка становить 253 амінокислот, а молекулярна маса — 29 483.
| 10         |  | 20         |  | 30         |  | 40         |  | 50         |
| ---------- |  | ---------- |  | ---------- |  | ---------- |  | ---------- |
| MSFSVHNQKG |  | SKRPLPLEPL |  | LFLQVPRSNY |  | LHFQEEKQRL |  | HLKKFLLDRM |
| FLVAKIQANV |  | ERKDVADYYE |  | QMFQSVLKHH |  | LGEAVTGLLL |  | IYPTSILHIL |
| ESSSDTLYKV |  | LLDYIGHVKD |  | ETVFFIQQMK |  | IIVISHNIPM |  | RLFMQWHVSV |
| IKVPVMYLDD |  | VTQSQSLKEV |  | ITDFLTQTHK |  | LSLYLCQTMK |  | VGTKGPGDNL |
| HQVAPDLLLP |  | EQIIKYLCKS |  | EEFMDPATFI |  | NMYNRPIHIT |  | LDSEVVWPAP |
| SRF        |  |            |  |            |  |            |  |            |

A: Аланін

C: Цистеїн

D: Аспарагінова кислота

E: Глутамінова кислота

F: Фенілаланін

G: Гліцин

H: Гістидин

I: Ізолейцин

K: Лізин

L: Лейцин

M: Метіонін

N: Аспарагін

P: Пролін

Q: Глутамін

R: Аргінін

S: Серин

T: Треонін

V: Валін

W: Триптофан